# Erik Dahlström
Erik Arvid Teofron Dahlström (ur. 26 czerwca 1894 w Eskilstunie, zm. 30 października 1953tamże) – szwedzki piłkarz, reprezentant kraju grający na pozycji napastnika.

## Kariera klubowa
Podczas swojej kariery piłkarskiej Erik Dahlström występował w IFK Eskilstuna. Z IFK zdobył mistrzostwo Szwecji w 1921.

## Kariera reprezentacyjna
W reprezentacji Szwecji Dahlström zadebiutował 27 czerwca 1912 w wygranym 7-1 towarzyskim meczu z Finlandią. Dahlström w 52 i 87 min. dwukrotnie wpisał się na listę strzelców. W 1912 był w kadrze Szwecji na Igrzyska Olimpijskie w Sztokholmie. Na turnieju w Szwecji wystąpił w meczu w turnieju pocieszenia z Włochami. W 1920 po raz drugi uczestniczył w Igrzyska Olimpijskie. Na turnieju w Antwerpii był rezerwowym i nie wystąpił w żadnym meczu. Trzeci i ostatni raz w reprezentacji wystąpił 22 lipca 1921 w zremisowanym 0-0 towarzyskim meczu z Estonią. W sumie wystąpił w 3 spotkaniach, w których zdobył 2 bramki.
| Mecze i gole w reprezentacji | Mecze i gole w reprezentacji | Mecze i gole w reprezentacji | Mecze i gole w reprezentacji | Mecze i gole w reprezentacji | Mecze i gole w reprezentacji | Mecze i gole w reprezentacji |
| #                            | Data                         | Miasto                       | Przeciwnik                   | Gol                          | Wynik                        |                              |
| ---------------------------- | ---------------------------- | ---------------------------- | ---------------------------- | ---------------------------- | ---------------------------- | ---------------------------- |
| 1.                           | 27.06.1912                   | Solna                        | Wlk. Ks. Finlandii           | Gol · Gol                    | 7:1                          | towarzyski                   |
| 2.                           | 01.07.1912                   | Solna                        | Włochy                       |                              | 0:1                          | Igrzyska Olimpijskie         |
| 3.                           | 22.07.1922                   | Tallinn                      | Estonia                      |                              | 0:0                          | towarzyski                   |